# اندیس شمال چشمه گل سینجک
شمال چشمه گل سینجک یک اندیس فلزی است که در حوالی شهر پرنگ استان خراسان قرار دارد و مادهٔ معدنی موجود در آن، مس است.سنگ میزبان این اندیس دلریت است و دیرینگی آن به دوران کرتاسه می‌رسد. در این اندیس، پاراژنز‌های آزوریت یافت می‌شوند.